# Alfons Fischer (Mediziner)
Alfons Fischer (* 12. Dezember 1873 in Posen; † 18. Mai 1936 in Karlsruhe) war ein deutscher Mediziner, Sozialhygieniker und Gesundheitspolitiker sowie Medizinhistoriker.

## Leben und Wirken
Alfons Fischer studierte Medizin an den Universitäten in Heidelberg, München und Berlin (Promotion 1897, Approbation 1898). Anschließend war er als Assistent erst am Robert Koch-Institut in Berlin, später am Hygienischen Institut und am Städtischen Krankenhaus in Danzig, danach an der Medizinischen Poliklinik in Heidelberg und zuletzt am Senckenberg-Institut in Frankfurt am Main tätig, bevor er sich 1902 als Internist in Karlsruhe niederließ.
Fischers Wirken konzentrierte sich auf das Gebiet der Sozialhygiene, anfangs speziell auf die Mütter- und Säuglingssterblichkeit. 1907 gründete er eine „Propagandagesellschaft für Mutterschaftsversicherung“ und war maßgeblich an der Gründung der ersten deutschen Mutterschaftskasse in Karlsruhe 1909 beteiligt. 1916 gründete er die „Badische Gesellschaft für soziale Hygiene“, für die er die Sozialhygienischen Mitteilungen (1917–1935) herausgab, und hatte Einfluss auf die Gründung des „Deutschen Vereins für öffentliche Gesundheitspflege“ und der „Deutschen Gesellschaft für soziale Hygiene“. Weiterhin veröffentlichte er 1913 den Grundriß der sozialen Hygiene und 1933 das zweibändige Werk Geschichte des deutschen Gesundheitswesens.
Von den Nationalsozialisten wurde er 1935 aus seinen Ämtern entfernt und von der Reichsschrifttumskammer mit einem Publikationsverbot belegt.

## Veröffentlichungen (Auswahl)
- Die Mutterschaftsversicherung in den europäischen Ländern. Felix Dietrich, Leipzig 1907 (16 S., Zweite, völlig umgearbeitete und erheblich erweiterte Auflage. Felix Dietrich, Gautzsch bei Leipzig 1911).
- Gartenstadt und Gesundheit. Baedeker und Moeller, Berlin 1908.
- Grundriß der sozialen Hygiene. Für Mediziner, Nationalökonomen, Verwaltungsbeamte und Sozialreformer. Julius Springer, Berlin 1913 (VIII, 448 S., Zweite, vollständig neugestaltete und vermehrte Auflage. Verlag C. F. Müller, Karlsruhe 1925 archive.org).
- Gesundheitspolitik und Gesundheitsgesetzgebung (= Sammlung Göschen. Nr. 749). G. J. Göschen, Berlin und Leipzig 1914 (146 S.).
- Staatliche Mütterfürsorge und der Krieg. Julius Springer, Berlin 1915 (23 S.).
- Tuberkulose und soziale Umwelt. Eine Grundlage für die Bekämpfung der Tuberkulose durch die Gesetzgebung (= Ergänzungsschriften zu den Sozialhygienischen Mitteilungen. Nr. 4). C. F. Müller, Karlsruhe 1921 (20 S.).
- Bilder zur mittelalterlichen Kulturhygiene im Bodenseegebiet (= Ergänzungsschriften zu den Sozialhygienischen Mitteilungen. Nr. 7). C. F. Müller, Karlsruhe 1923 (23 S.).
- Geschichte des deutschen Gesundheitswesens. Bearbeitet im Auftrage und mit Förderung des Reichsgesundheitsamtes. Kommissionsverlag F. A. Herbig, Berlin 1933 (2 Bände, Band 1 archive.org). Neudruck Hildesheim 1965.